# Kokice, Kărdjali
Kokice (în bulgară Кокиче) este un sat în comuna Kărdjali, regiunea Kărdjali,  Bulgaria. 

## Demografie
Componența etnică a satului Kokice
     Turci (95,28%)
     Nicio identificare (4,71%)
     Altele (0%)
La recensământul din 2011, populația satului Kokice era de 106 locuitori. Din punct de vedere etnic, majoritatea locuitorilor (95,28%) erau turci. Pentru 4,71% din locuitori nu este cunoscută apartenența etnică.